# Катастрофа Beechcraft 1900 в Карачи
Катастро́фа Beechcraft 1900 в Кара́чи — авиационная катастрофа самолёта Beechcraft 1900 авиакомпании JS Air, произошедшая в 07:05 по местному времени (02:05 UTC) 5 ноября 2010 года в пригороде Карачи после вылета самолёта из аэропорта Джинна. Самолёт выполнял чартерный рейс Карачи — деревня Бит Шах провинции Синд, был зафрахтован итальянской нефтедобывающей компанией Eni, рабочие которой направлялись к одному из нефтяных месторождений.

## Погибшие
Погибли все 21 человек, находившихся на борту самолёта — 17 пассажиров и 4 члена экипажа (2 пилота, 1 авиамеханик и 1 сотрудник службы безопасности аэропорта Джинна, а также 15 служащих компании «Eni» и 2 человека, работавших по контракту; в числе погибших — одна гражданка Италии).
| Гражданство | Количество пассажиров | Количество членов экипажа | Всего |
| ----------- | --------------------- | ------------------------- | ----- |
| Пакистан    | 16                    | 4                         | 20    |
| Италия      | 1                     | 0                         | 1     |
| Всего       | 17                    | 4                         | 21    |

## Расследование причин
По предварительной информации катастрофа произошла из-за проблем в одном из двигателей.